# Jorge Meré Pérez
Jorge Meré Pérez (Oviedo, Astúries, 17 d'abril de 1997) és un futbolista professional asturià que juga com a defensa central al Club América.

## Trajectòria esportiva
Meré va ingressar al planter de l'Sporting de Gijón el 2010, provinent del Reial Oviedo, i va debutar com a sènior amb l'Sporting de Gijón B la temporada 2013–14, a només 16 anys, a segona B. El 24 de juliol de 2014 va signar un nou contracte amb el club, per cinc anys, amb una clàusula de rescissió de 25 milions d'euros.
El gener de 2015 Meré es va vincular al Newscastle United, tot i que el traspàs no va prosperar. L'11 d'abril va fer el seu debut com a professional, jugant com a titular en un empat 1–1 a fora contra el Reial Saragossa, a segona divisió.
Meré va jugar cinc partits amb el primer equip durant la temporada, en què l'equip va tornar a La Liga després d'una absència de tres anys. Va debutar a la categoria el 23 de setembre de 2015, jugant com a titular en una derrota per 1–2 a fora contra el Rayo Vallecano.
Meré va jugar 25 partits durant la temporada 2015–16, guanyant la plaça a Bernardo Espinosa (que va patir una lesió), Igor Lichnovsky i Ognjen Vranješ, i el seu equip va evitar el descens a la darrera jornada.

### FC Köln
El 20 de juliol de 2017, Meré va fitxar per l'1. FC Köln amb un contracte de cinc anys, per un preu de traspàs d'entre 8.5 i 9 milions d'euros, el preu més elevat mai rebut per l'Sporting per un jugador. El seu primer partit a la Bundesliga fou el 9 de setembre, quan va jugar la segona part en una derrota per 3–0 contra l'FC Augsburg.
Meré va marcar el seu primer gol com a professional el 2 de febrer de 2018, tot i que en una derrota a casa per 2–3 contra el Borussia Dortmund.

### América
El 18 de gener de 2022, Meré va signar contracte amb el Club América de la Liga MX mexicana. L'agost fou cedit al Mazatlán FC de la mateixa lliga mexicana.
Meré va retornar a la primera divisió espanyola el gener de 2023, cedit al Cadis CF fins al 30 de juny.

## Palmarès
Espanya Sub-19
- Campionat d'Europa Sub-19 de la UEFA: 2015[14]